# Киёмидинов, Масрур Машхурович
Масрур Машхурович Киёмидинов (тадж. Масрур Машҳурович Қиёмиддинов; род. 21 января 2002, Душанбе) — таджикский и российский футболист, полузащитник клуба «Равшан».

## Карьера

### «Витебск»
Воспитанник минского «Динамо». В 2018 году стал выступать в дублирующем составе клуба. В январе 2021 года покинул минский клуб. В августе 2021 года перешёл в «Витебск». Дебютировал за клуб 2 октября 2021 года в матче против «Ислочи», выйдя на замену на 88 минуте. Сыграл за клуб 2 матча и по окончании сезона покинул клуб.

### «Нафтан»
В марте 2022 года перешёл в новополоцкий «Нафтан» из Первой Лиги. Дебютировал за клуб 9 апреля 2022 года в матче против петриковского «Шахтёра». Дебютный гол за клуб забил 28 мая 2022 года в матче Кубка Беларуси против «Юни Минска». В чемпионате первый гол забил 24 июля 2022 года в матче против «Барановичей». Вместе с клубом стал чемпионом Первой Лиги.
В феврале 2023 года футболист продлил контракт с клубом. Первый матч в сезоне сыграл 9 апреля 2023 года против «Энергетика-БГУ», выйдя на замену на 80 минуте. На протяжении сезона футболист оставался игроком скамейки запасных. В июле 2023 года покинул новополоцкий клуб.

### «Равшан»
В июле 2023 года футболист перешёл в таджикистанский клуб «Равшан». Дебютировал за клуб 4 августа 2023 года в матче против клуба «Худжанд», выйдя на поле в стартовом составе. В сентябре 2023 года вместе с клубом отправился на матчи Кубка АФК. Первый матч на турнире сыграл 21 сентября 2023 года против туркменского клуба «Мерв». Дебютный гол за клуб футболист забил 4 декабря 2023 года в матче против клуба «Куктош». Вместе с клубом завершил групповой этап Кубка АФК на итоговом последнем месте, завершив своё выступление на турнире. По итогу сезона футболист вместе с клубом стал серебряным призёром чемпионата.
В феврале 2024 года футболист продлил контракт с клубом до конца сезона.

## Международная карьера
Имеет гражданство Таджикистана и России, за юношескую сборную которой выступал. В 2018 году Белорусская федерация футбола готовила подать документы для получения игроком белорусского гражданства, чтобы задействовать его в юношеской сборной Беларуси.
В августе 2023 года в составе молодёжной сборной Таджикистана до 23 лет начал готовиться к квалификационным матчам молодёжного чемпионата Азии. Дебютировал за сборную 9 сентября 2023 года в матче против сборной Лаоса. По итогу следующего матча 12 сентября 2023 года против сборной Австралии, который закончился ничейным счётом, футболист вместе с таджикской сборной вышел в основной этап турнира.

## Достижения
«Нафтан»
- Победитель Первой Лиги: 2022